# 包岑条约
《包岑条约》，又称“包岑和约”（德語：Frieden von Bautzen），是神圣罗马帝国皇帝亨利二世和波兰公爵博莱斯瓦夫于1018年1月30日在包岑（今属德国萨克森州）签订的和平条约。条约的签订标志着波兰和神聖羅馬帝國为争夺卢萨蒂亚、上盧薩蒂亞以及波西米亚、摩拉维亚等地爆发的一系列战争暂时告一段落。
根据条约，亨利二世宣布放弃整个摩拉维亚以及易北河一带的土地。

## 背景
博莱斯瓦夫与神圣罗马帝国皇帝奥托三世曾结成亲密友谊。1002年，奥托三世去世，博莱斯瓦夫支持迈森侯爵埃卡德一世即位，而反对亨利的即位要求。同年，埃卡德也去世后，博莱斯瓦夫趁机征服了埃卡德在迈森的领地以及卢萨蒂亚地区。而新皇帝亨利二世，稳固了德国的地位后，达成了一项协议，让波莱斯瓦夫获得了卢萨蒂亚和上卢萨蒂亚，而波兰公爵则承认亨利为神圣罗马皇帝。
然而好景不长，针对博莱斯瓦夫的一次未遂暗杀发生，他相信这是亨利下令，而亨利则矢口否认。战端再起，博莱斯瓦夫控制了波希米亚，并在此之前获得了摩拉维亚和斯洛伐克。在随后的战斗中，博莱斯瓦夫与反对亨利的神圣罗马帝国贵族结盟，亨利则试在斯拉夫异教徒波拉比人中寻求支持。1013年，在梅尔茨堡达成了中间的和平，保留了领土现状，博莱斯瓦夫保持着对摩拉维亚和斯洛伐克的控制，而雅罗米尔则成为波希米亚的统治者（但他很快就被他的兄弟奥德里希废黜）。然而，博莱斯瓦夫同意支持皇帝的意大利战役。当博莱斯瓦夫未遵守这一条件，而是支持亨利二世的意大利对手时，战争继续爆发。亨利二世未能打败博莱斯瓦夫一世，终于在1018年在包岑达成和平条约，承认波兰公爵掌管卢萨蒂亚和上卢萨蒂亚。这两位统治者还通过博莱斯瓦夫与马克拉夫·艾克哈德的长女奥达的联姻加强了王朝间的联系。皇帝进一步承诺，在1018年夏季派德国和匈牙利军队支援博莱斯瓦夫干预基辅王位继承危机，这使得波兰统治者夺取了基辅并收回了之前失去的切尔文城市。